# Башићи (Гацко)
Башићи су насељено мјесто у општини Гацко, Република Српска, БиХ. Према попису становништва из 1991. у насељу је живјело 163 становника.

## Становништво
Према попису становништва из 1991. године, мјесто је имало 163 становника.
| Демографија | Демографија | Демографија |
| Година      | Становника  | Становника  |
| ----------- | ----------- | ----------- |
| 1948.       | 345         |             |
| 1953.       | 339         |             |
| 1961.       | 299         |             |
| 1971.       | 254         |             |
| 1981.       | 222         |             |
| 1991.       | 162         |             |